# Redeeming Love (phim 2022)
Chuộc lại tình yêu (tên tiếng Anh: Redeeming Love) là một bộ phim lãng mạn Mỹ năm 2022, theo hướng đạo Cơ Đốc giáo phương Tây của đạo diễn D.J. Caruso, người đồng viết kịch bản với Francine Rivers. Bộ phim dựa trên cuốn tiểu thuyết cùng tên năm 1991 của Rivers, dựa trên câu chuyện trong Kinh thánh về Hosea, và lấy bối cảnh ở Miền Tây Cổ của Mỹ trong Cơn sốt vàng California. Phim có sự tham gia của Abigail Cowen, Tom Lewis và Logan Marshall-Green.
Phim do Pinnacle Peak Pictures, Mission Pictures International, và Nthibah Pictures đồng sản xuất, và được quay ở Cape Town, Nam Phi. Bộ phim được Universal Pictures phát hành tại rạp vào ngày 21 tháng 1 năm 2022 và nhận được đánh giá hơi tiêu cực từ các nhà phê bình, mặc dù nó đã được khán giả đón nhận tích cực.

## Tóm tắt
Trong những năm 1850, một phụ nữ trẻ đẹp tên là Angel hành nghề mại dâm ở thị trấn hư cấu Pair-a-Dice của California. Mặc dù là đối tượng khao khát của những người đàn ông địa phương, nhưng cô vẫn sống sót qua sự căm ghét và ghê tởm bản thân mình. Trong khi đó, một người nông dân tên là Michael Hosea đã đến thăm và cầu nguyện với Chúa, nhờ giúp đỡ để tìm một người vợ. Cuối ngày hôm đó, anh nhìn thấy Angel đi dạo trong thị trấn và cảm thấy được Chúa thúc giục kết hôn với cô.
Đoạn hồi tưởng tiết lộ rằng tên thật của Angel là Sarah và cô biết rằng cô đã bị cha cô chối bỏ. Khi còn nhỏ, cô tình cờ nghe được cha mình, Alex Stafford, nói rằng lẽ ra cô không nên được sinh ra. Sarah biết rằng cha cô đã có vợ và mẹ cô, Mae, chỉ là tình nhân của ông. Alex cuối cùng đã cắt đứt sự hỗ trợ dành cho Mae, khiến cô trở thành gái điếm và cuối cùng bị bệnh và chết. Quẫn trí, Sarah từ chối sự tin tưởng vào Đức Chúa trời của mẹ mình. Sau đó, tú bà của Mae bán Sarah 8 tuổi cho một người đàn ông tên Duke, người này đổi tên cô thành " Angel" và ép cô làm gái mại dâm. Một đêm nọ, khi Angel đã là một thiếu niên, một trong những khách hàng của cô là cha cô, và cô cố ý quan hệ tình dục với ông để trừng phạt ông vì cách ông đối xử với mẹ cô. Ông ta không nhận ra cô, nhưng khi ông ta phát hiện ra vào sáng hôm sau, ông ta đã tự tử. Điều này khiến Angel trốn thoát thành công khỏi Duke. Cô đến California với hy vọng bắt đầu một cuộc sống mới nhưng không một xu dính túi, một lần nữa trở thành gái điếm tại một nhà thổ ở đó.
Hiện tại, khi Michael bước vào phòng của Angel và nói với cô rằng anh muốn cưới cô, cô đã mất cảnh giác nhưng vẫn tỏ thái độ xa cách với anh. Sau khi suýt bị bảo vệ nhà chứa đánh chết, cô đồng ý kết hôn với Michael và rời đi cùng anh khi anh chăm sóc sức khỏe cho cô. Michael tiếp tục khiến cô bất ngờ khi tuyên bố yêu cô như vợ và từ chối quan hệ tình dục với cô. Sợ phải tin tưởng anh, cô đã bỏ chạy ngay khi có cơ hội đầu tiên, nhưng Michael đã tìm thấy cô và thuyết phục cô nhà.
Dần dần, Angel nảy sinh tình cảm với Michael, nhưng cô lại bỏ trốn khi nhận ra rằng anh muốn có con, vì cô tin rằng mình bị vô sinh. Cô đi nhờ xe với anh rể của Michael, Paul, người ghét cô vì quá khứ của cô và yêu cầu cô trả tiền cho chuyến đi bằng cách quan hệ tình dục với anh ta. Trở lại thành phố, Angel miễn cưỡng trở lại con đường mại dâm. Khi Michael đến nhà thổ, cô cảm thấy nhẹ nhõm khi trở về nhà với anh. Anh đã tha thứ cho cô, và mối quan hệ của họ bắt đầu phát triển dựa trên sự trung thực và tình cảm.
Khi Angel yêu Michael, cô tin rằng anh sẽ hạnh phúc hơn khi kết hôn với một người khác có thể có con, khiến cô rời bỏ anh một lần nữa. Sau khi học nấu ăn với Michael, cô đã có thể kiếm được một công việc tại một quán cà phê trong thành phố thay vì quay lại con đường mại dâm. Cuối cùng, cô tình cờ gặp Duke, người đã chuyển đến California. Hắn ta cố gắng ép cô trở thành gái điếm một lần nữa. Tuyệt vọng, cô lấy lại niềm tin đã mất sau cái chết của mẹ mình và nói với khán giả tại nhà thổ về chứng ấu dâm của Duke, dẫn đến việc hắn ta bị một đám đông hành quyết. Sau đó, Angel bắt đầu một sứ mệnh thành công là giúp đỡ những cô gái mại dâm trẻ tuổi khác.
Ba năm sau, Paul cuối cùng cũng đến tìm cô và nói với cô rằng Michael vẫn yêu cô. Angel trở về nhà với Michael, trao tình yêu của cô và nói với anh rằng tên thật của cô ấy là Sarah. Họ đoàn tụ và cuối cùng được chứng minh là có con. 

## Diễn viên
- Abigail Cowen trong vai Angel: tên thật là Sarah
- Livi Birch trong vai Sarah Stafford: con riêng của Alex với Mae
- Josh Taylor trong vai Alex Stafford: bố của Sarah
- Nina Dobrev trong vai Mae: mẹ của Sarah
- Tom Lewis trong vai Michael Hosea: gã nông dân trúng tình yêu sét đánh với Angel
- Logan Marshall-Green trong vai Paul: anh rể Michael, chồng của Tess – chị gái Michael
- Famke Janssen trong vai Duchess: nữ công tước, bà chủ nhà thổ
- Paul Snodgrass trong vai Murphy: một gã pha chế ở nhà thổ
- Ke-Xi Wu trong vai Mai Ling: gái ở nhà thổ
- Brandon Auret trong vai Magowan: tên đầy tớ của bà công tước
- Jamie-Lee O'Donnell trong vai Lucky: gái ở nhà thổ
- Eric Dane trong vai Duke: 1 ấu dâm, thích nuôi dưỡng những đứa trẻ để đào tạo thành gái
- Milton Schorr trong vai Colin: tay sai của Duke
- Tanya van Graan trong vai Sally: bà chủ nhà thổ, từng giúp đỡ Angel chạy trốn và cuối cùng bị Duke giết
- Sean Coltman trong vai Bác sĩ Smith: người đã phá cái thai của Angel
- Lauren McGregor trong vai Elizabeth Altman
- Tayah Ronen Abels trong vai Ruthie Altman: chồng của Elizabeth
- Daniah De Villiers trong vai Miriam Altman: con của Elizabeth và Ruthie, sau trở thành vợ của Paul
- Nancy Sekhokoane trong vai Cleo
- Willie Watson trong vai John Altman
- Clyde Berning trong vai Rab
- Arsema Thomas trong vai Rebecca
- Talia Auret trong vai Rosie
- Jasmine Maylam trong vai Nashi
- Amy Louise Wilson trong vai Susannah Axelrod
- Brett Williams trong vai Jonathan Axelrod: chồng của Susannah
- Nicholas Pauling trong vai Virgil Harper: chủ quán ăn “bếp của mẹ”
- Conrad Kemp trong vai Joseph Hochschild
- Andrew Dennison trong vai Thuyền trưởng Sorenson
- Terri Lane trong vai Minnie Rosse
- Francesca Varrie Michel trong vai Alice Boothe
- Skye Russell trong vai Torie
- Anja Taljaard trong vai Renee
- Stephen Jennings trong vai Charles Connley
- Hanroux Van Niekerk trong vai Stephen Hosea: con của Michael và Sarah

## Sản xuất
Quá trình quay phim kết thúc tại Cape Town, Nam Phi vào tháng 3 năm 2020. Bộ phim được công bố vào tháng 4 năm 2020, với đạo diễn D.J. Caruso và Roma Downey cùng Francine Rivers điều hành sản xuất. Rivers cũng viết kịch bản, cùng với Caruso. Chuộc lại tình yêu đánh dấu lần hợp tác thứ hai giữa nhà sản xuất Cindy Bond và Simon Swart, lần đầu tiên là với I Can Only Imagine năm 2018. Wayne Fitzjohn, Michael Scott và Brittany Yost cũng tham gia sản xuất..

## Phát hành
Phim được công chiếu tại các rạp vào ngày 21 tháng 1 năm 2022 tại Mỹ.
Sau đó phim được phát hành cho các nền tảng VOD vào ngày 8 tháng 2 năm 2022, sau đó là bản phát hành Blu-ray và DVD vào ngày 8 tháng 3 năm 2022.

## Đánh giá

### Phòng vé
Universal Pictures đưa bộ phim phát hành rộng rãi, tại 1.903 rạp, vào ngày 21 tháng 1 năm 2022. Dự kiến thu về dưới 5 triệu đô trong nước trong ba ngày đầu tiên, phim đã kiếm được 3,5 triệu đô trong tuần đầu công chiếu, đứng thứ tư tại phòng vé. Phim rớt khỏi top 10 phòng vé trong tuần thứ tư công chiếu, đứng thứ 12 với 354.835 USD. Bộ phim là một thất bại tại phòng vé, chỉ thu về 9,46 triệu đô trên toàn thế giới, so với kinh phí 30 triệu đô.

### Phản ứng
Trên trang web tổng hợp phê bình Rotten Tomatoes, 11% trong số 28 bài phê bình của các nhà phê bình là tích cực, với điểm trung bình là 3,9/10 Trên Metacritic, bộ phim có số điểm là 32% dựa trên đánh giá từ 7 nhà phê bình, cho thấy "những đánh giá nhìn chung không thuận lợi."